# NGC 6346
NGC 6346 é uma galáxia elíptica (E) localizada na direcção da constelação de Draco. Possui uma declinação de +57° 19' 23" e uma ascensão recta de 17 horas, 15 minutos e 24,3 segundos.
A galáxia NGC 6346 foi descoberta em 13 de Maio de 1887 por Lewis A. Swift.